# Bezoargeit
De bezoargeit (Capra aegagrus) is de wilde voorouder van de huisgeit. De bezoargeit komt voornamelijk voor in West-Azië. Hij dankt zijn naam aan bezoar, een steen die zich vormt in de ingewanden van onder andere dit dier, en waaraan vroeger geneesachtige krachten werden toegekend.

## Herkenning
De geiten hebben een roodgrijze tot geelbruine vacht, bokken zijn zilvergrijs. Ook hebben bokken een sik en hebben ze een duidelijke donkere tekening op hun lichaam. Beide geslachten hebben een zwarte schouder- en aalstreep en beiden dragen hoorns. Deze hoorns zijn sabelvormig en achterwaarts gebogen. Over de voorzijde lopen overdwars ribbels. Bij de bok worden de hoorns veel groter en zijdelings samengedrukt. Ze kunnen een lengte bereiken van 58 tot 126 centimeter. De bezoargeit wordt 120 tot 160 centimeter lang, 70 tot 100 centimeter hoog en 25 tot 95 kilogram zwaar. De staart wordt 15 tot 20 centimeter lang. Bokken worden groter dan geiten.

## Verspreiding en leefgebied
De bezoargeit komt voornamelijk voor in rotsachtige streken, van droog struweel tot bergweiden, op een hoogte van 4200 meter. Hij heeft een voorkeur voor met struiken en enkele loofbomen begroeide rotshellingen. Het verspreidingsgebied strekt zich uit van eilandjes in de oostelijke Middellandse Zee als Kreta en Cyprus, in Klein-Azië tot aan de Kaukasus en Oman en oostwaarts tot Iran, Turkmenistan, Zuidwest-Afghanistan, Pakistan en het aangrenzende gedeelte van India. In een groot gedeelte van het verspreidingsgebied is de soort echter zeldzaam geworden of uitgestorven.
De bezoargeit leeft van allerhande plantaardig materiaal als gras, mos, de bladeren en twijgen van jeneverbessen en andere struiken, en andere vegetatie. Ze grazen voornamelijk in de ochtend en de middag.

## Sociaal gedrag
Bezoargeiten leven in kleine groepen. De bokken leven meestal gescheiden van de geiten. Oudere bokken zijn meestal solitair. De dieren houden meestal enige afstand van elkaar, en enkel jonge geitjes zoeken lichaamscontact. Tussen mannetjes bestaat een dominante hiërarchie, die wordt beslist door middel van gevechten. Enkel de meest dominante mannetjes mogen paren.

## Voortplanting
De bronsttijd valt in het Middellandse Zeegebied in oktober, in de Kaukasus in november en december. Na een draagtijd van vijf maanden worden één tot twee (soms drie) jongen geboren. Voor de worp verlaat de geit de kudde, waarna ze de jongen werpt op een zeer ontoegankelijke plek als een rotsrichel. De jonge, hulpeloze geitjes zijn hier veilig voor roofdieren als luipaarden. De eerste dagen houdt het jong zich tussen de rotsen verborgen. Na vier à vijf dagen kan het jong rotsen beklimmen en zal het de moeder volgen, waarna ze weer terugkeren naar de kudde. De zoogtijd duurt zes maanden.

## Domesticatie
Zo'n acht- à negenduizend jaar geleden werd de bezoargeit gedomesticeerd bij de Zarzian-cultuur in het Nabije Oosten. Hieruit ontstond de huisgeit. De bezoargeit is hiermee een van de eerste dieren die werd gedomesticeerd. De bezoargeiten op de eilandjes in de Middellandse Zee komen hier waarschijnlijk niet van oorsprong voor, en zijn daar ten tijde van het Neolithicum door de mens losgelaten.

## Ondersoorten
Er is een aantal ondersoorten:
- Huisgeit (Capra aegagrus hircus) Deze wordt vaak als aparte soort beschouwd.
- Gewone bezoargeit (Capra aegagrus aegagrus)
- Sindbezoargeit (Capra aegagrus blythi)
- Chiltanbezoargeit (Capra aegagrus chialtanensis)
- Turkmeense wilde geit (Capra aegagrus turcmenica)
- Kretenzische wilde geit (Capra aegagrus cretica)
- Capra aegagrus pictus
- Capra aegagrus jourensis
- Capra aegagrus blythi

De vijf laatstgenoemde ondersoorten zijn omstreden, en mogelijk alleen varianten of rassen. Hiernaar is meer genetisch onderzoek nodig.